# カルニチン-3-デヒドロゲナーゼ
カルニチン-3-デヒドロゲナーゼ（carnitine 3-dehydrogenase）は、次の化学反応を触媒する酸化還元酵素である。
カルニチン + NAD+ {\displaystyle \rightleftharpoons } 3-デヒドロカルニチン + NADH + H+
すなわち、この酵素の基質はカルニチンとNAD+、生成物は3-デヒドロカルニチンとNADHとH+である。
組織名はcarnitine:NAD+ 3-oxidoreductaseである。